# Цементный (Свердловская область)
Цеме́нтный — посёлок в Невьянском районе Свердловской области России, западный пригород Невьянска. Входит в Невьянский муниципальный округ. С 1935 по 2004 год Цементный имел статус рабочего посёлка (посёлка городского типа).

## География
Посёлок Цементный расположен к востоку от Уральских гор. С запада и юга от него озёра и несколько небольших болот, с востока и севера — поля. Находится посёлок к северу от Екатеринбурга, к югу от Нижнего Тагила, в одном километре к западу от районного центра — города Невьянска. Между Цементным и Невьянском проходит Серовский тракт — автомобильная дорога регионального значения Серов — Нижний Тагил — Екатеринбург.

## Население
| 1959 | 1970  | 1979  | 1989  | 2002  | 2010  | 2021  |
| ---- | ----- | ----- | ----- | ----- | ----- | ----- |
| 3752 | ↘3635 | ↗5202 | ↗6296 | ↘6072 | ↘5808 | ↘5022 |

По данным Всероссийской переписи населения 2020—2021 гг., в Цементном проживали 5022 человека. По данным переписи населения 2002 года, русские составляли большинство населения посёлка.

## История
Посёлок возник при строительстве Невьянского цементного завода в 1913 году. Изначально поселение представляло собой комплекс одноэтажных частных домов и деревянных бараков.
Первые двухэтажные дома, построенные заводом, появились в Цементном в начале 1950-х годов. В 1928 году в одном из бараков разместилась первая в посёлке школа. Со временем она переведена в двухэтажное здание по ул. Ленина 1 сентября 1951 года.
Дальше строится бетонная дорога от завода до магистральной железной дороги, больничный городок, жилые двухэтажные дома. В 1926 году на прилегающей к заводу территории начали застраиваться четыре посёлка: Служащий, Максимовский, Жилой и Рабочий. В 1967 году в честь 50-летия Советской власти открыт новый двухэтажный «Дом культуры». В 1992 году открыта библиотека семейного чтения.
Почти все строения Цементного построены в 1971—1987 годах. За это время в посёлке возвели 26 многоквартирных жилых домов на 1527 квартир с общей площадью более 76 тыс. м². Всего таким методом построено 3 жилых дома (141 квартира).
Основным заказчиком-застройщиком являлся цементный завод, но привлекались и другие предприятия. Так, трестом «Уралмедьстрой», долгое время проводившим реконструкции завода, построено в посёлке два дома и детский сад-ясли. Было построено 3 детских сада по 140 мест каждый. Первый детский сад «Родничок», введённый в эксплуатацию 1975 года.
В 1979 году построены детский сад «Колокольчик», баня, плавательный бассейн, а ранее спортивный зал с волейбольной и баскетбольной площадками и трибунами. Спортивный комплекс имел футбольное поле, беговые дорожки, стрелковый тир, зимой — корт для игры в хоккей. Совместно с ОблГАИ рядом со стадионом построен детский автодром (второй в области на то время, который был оборудован светофорами, знаками дорожного движения, имитаторами стоянок, автозаправок и остановок автобусов. Здесь обучали ребят и школьников правилам уличного движения.
В 1978 году из санитарной зоны вынесена средняя школа. Первая школа в районе на 1176 учащихся строилась в посёлке на паях: здание финансировалось цементным заводом, а оборудование — областным отделом народного образования. Старое здание школы переоборудовано в учебно-производственный комбинат.
В канун 30-летия Победы советского народа над фашистской Германией в посёлке создан мемориал-памятник участникам Великой Отечественной войны. На войну из посёлка ушли более 700 человек, из которых треть не вернулась. Их имена высечены на мраморных плитах мемориальной стены.
Позднее из Нижнетагильского института испытания металлов перевезены 2 пушки калибра 185 мм, а из Куйбышевской области — боевой самолёт СУ-7 конструкторского бюро Сухого. Установка самолёта была выполнена в честь аэроклуба, существовавшего перед войной в Невьянском районе. У обелиска полукругом разместилась площадка, на которой установлены 13 урн с землёй городов-героев. У входа в школу на постаменте установлена самоходная артиллерийская установка САУ-122, доставленная из воинской части города Верхней Пышмы.
Законом Свердловской области от 12 октября 2004 года № 112 с 31 декабря того же года рабочий посёлок Цементный был отнесён к категории сельских населённых пунктов к виду посёлок.

## Инфраструктура

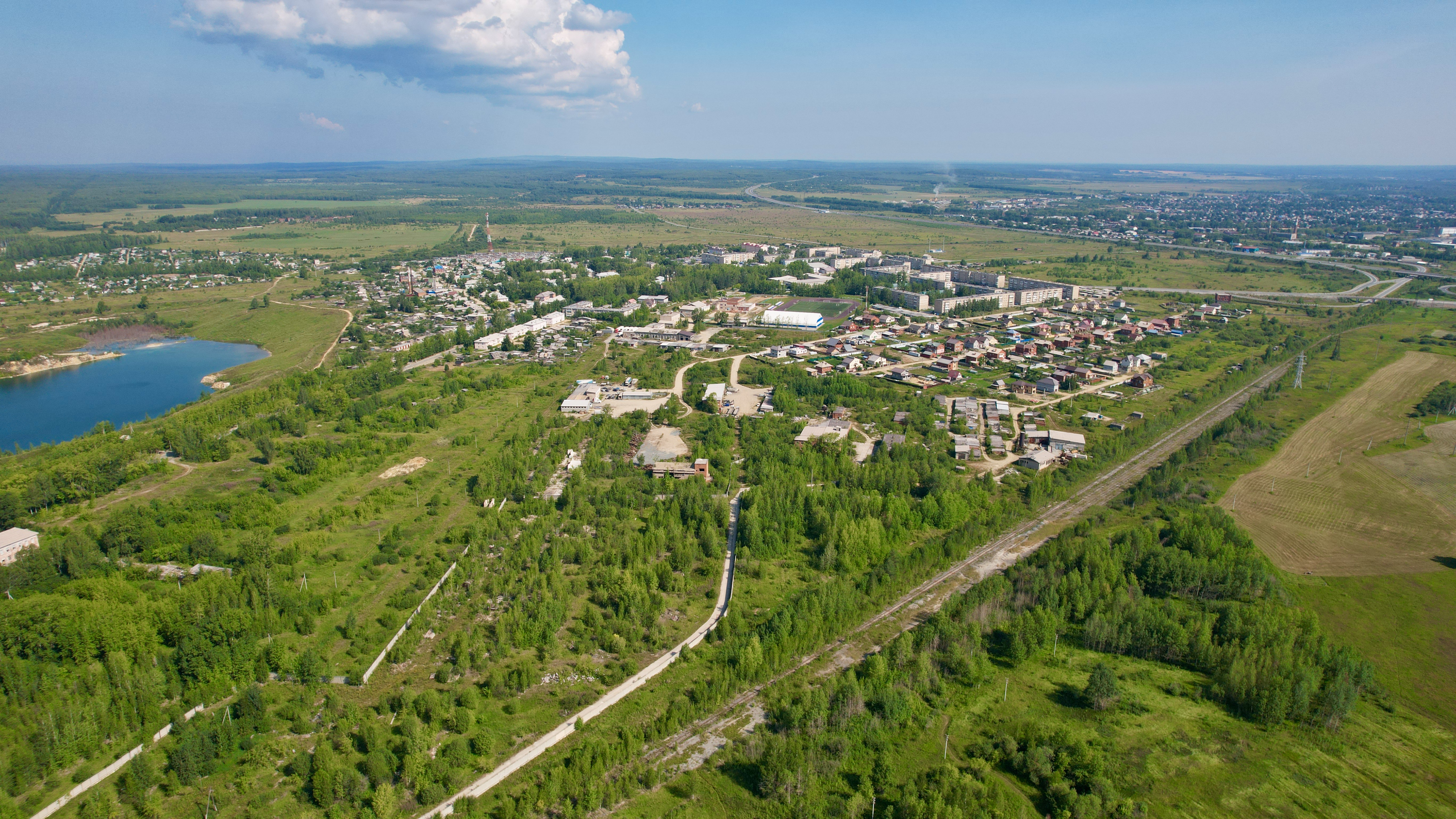
Вид с высоты

### Общие сведения
В посёлке Цементном есть пожарная часть, опорный пункт полиции, отделения «Почты России» и Сбербанка.

### Религия
В посёлке действует православный храм — приход «Во Имя Успения Божьей Матери».

### Культура, образование и спорт
- Дом культуры
- Библиотека
- Общеобразовательная школа
- Школа искусств
- Детско-юношеская спортивная школа
- Три детских сада
- Спортклуб
- Стадион

### Медицина
- Участковая поликлиника
- Станция скорой помощи
- ООО стоматология «Diamond»
- Социально-реабилитационный центр «Рассвет»
- Санаторий

### Транспорт
До посёлка ходят автобусы из Невьянска (2 маршрута № 107 «Ж.д вокзал-Цементный» и 114 «ДРСУ (северная часть Невьянска) — Цементный»). Внутренний транспорт посёлка представлен местной службой такси.
В двух километрах от посёлка находятся станция Невьянск Свердловской железной дороги и Невьянский автовокзал. Через станцию Невьянск курсируют пригородные поезда до Екатеринбурга и Нижнего Тагила, а также пассажирские поезда до Москвы, Приобья, Соликамска, Уфы, Нового Уренгоя.

## Промышленность

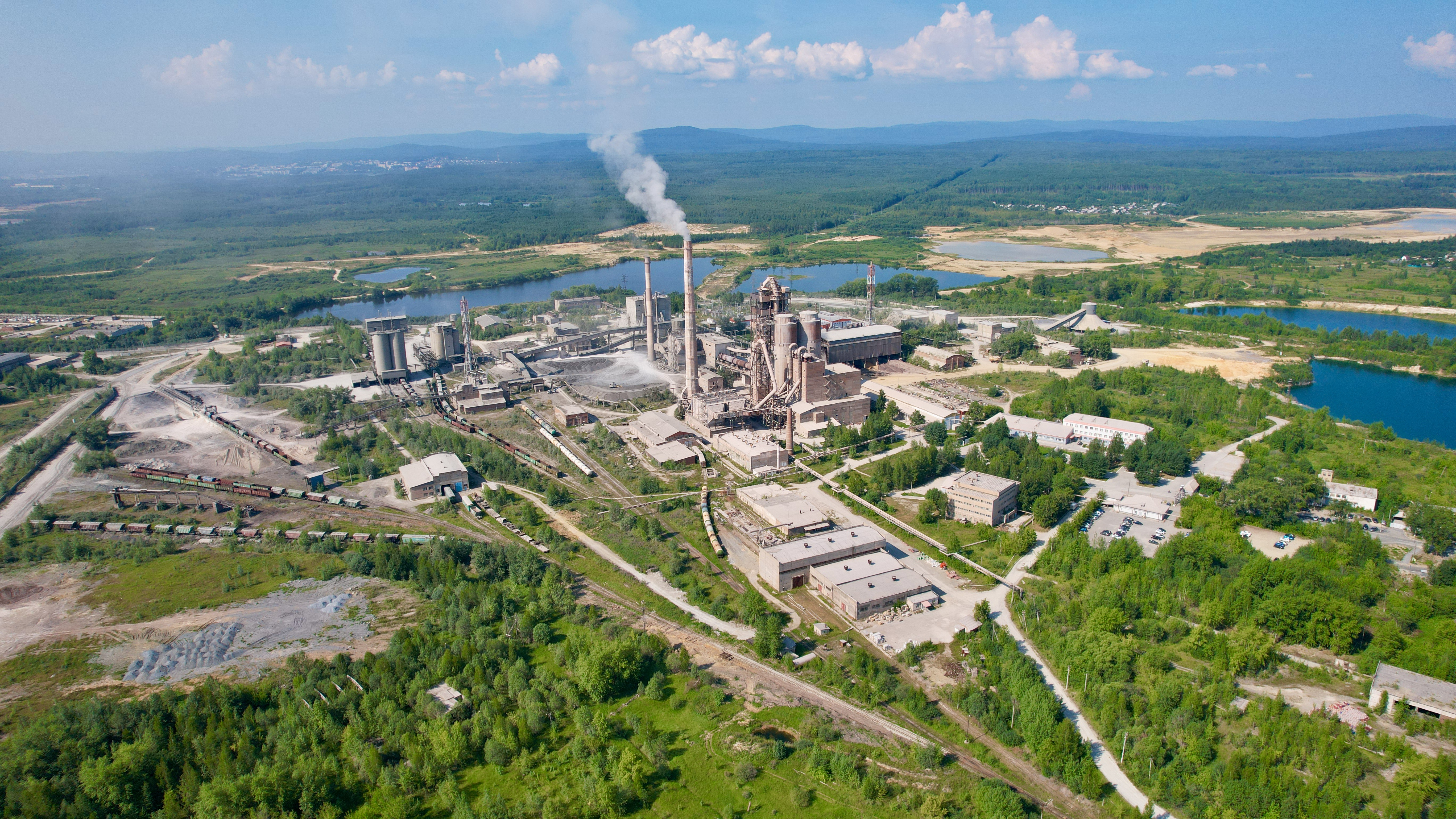
Невьянский цементник

В посёлке Цементном существуют промышленные предприятия: АО «Невьянский цементник» и ООО «Невьянское карьероуправление».